# رینهارد مرکل

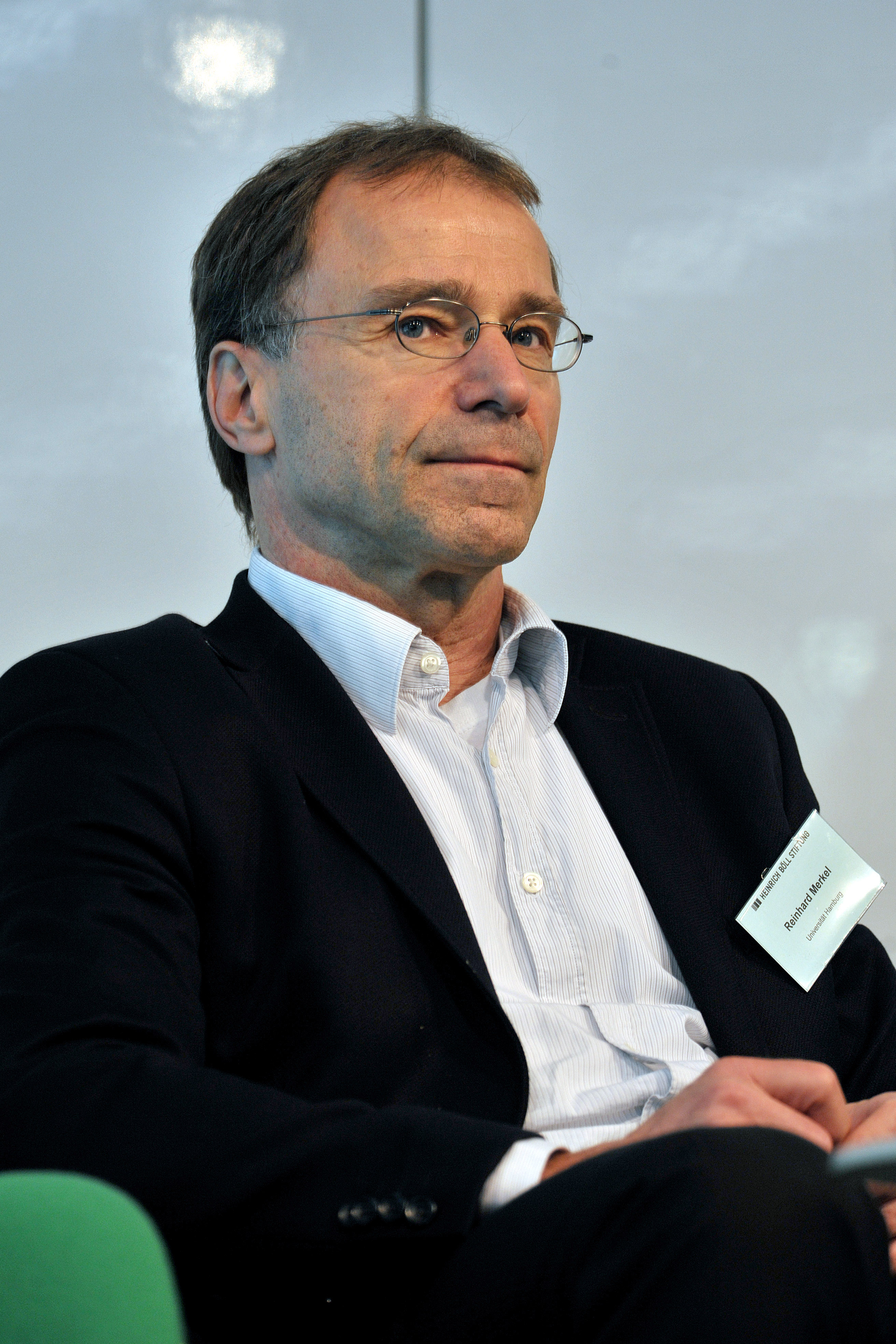
رینهارد مرکل شناگر اهل آلمان - ۲۰۱۱

رینهارد مرکل (به انگلیسی: Reinhard Merkel) (زادهٔ ۱۶ آوریل ۱۹۵۰) شناگر اهل آلمان است.